# Trapped - Inferno di cristallo
Trapped - Inferno di cristallo è un film per la televisione del 2001 diretto da Deran Sarafian, e chiaramente ispirato al film L'inferno di cristallo. Il film è uscito in DVD con il titolo Trapped - Intrappolati.

## Trama
Durante una festa per la celebrazione della riapertura del casinò di Las Vegas, scoppia un incendio, che a causa del malfunzionamento degli allarmi prende il sopravvento. Grazie all'intervento dei pompieri la gente riesce a salvarsi, ma sei persone restano ancora intrappolate nell'incendio. Dovranno trovare un modo per uscire al più presto.